# Don’t Give It Up
Don’t give it up – pierwszy singel Siobhan Donaghy z jej drugiej solowej płyty zatytułowanej Ghosts.

## Teledysk
Klip został nakręcony w Maroku pod koniec listopada 2006 roku.

## Lista utworów
CD
1. „Don’t Give it up”
2. „Givin’ in”

12"
1. „Don’t give it up”
2. „Don’t give it up (Medicine 8 Dub Remix)”